# Tauriner

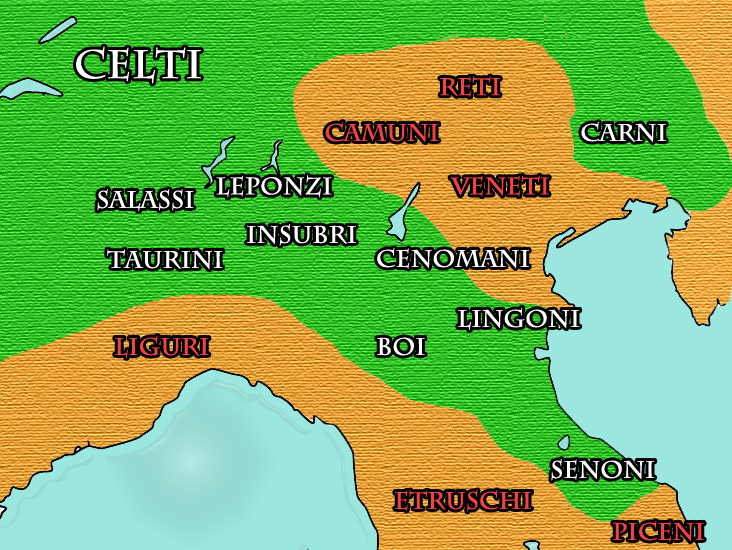
Folkslag i Gallia cisalpina.

Taurinerna var ett keltiskt folkslag. De bodde i floden Pos övre dalgång i hjärtat av dagens Piemonte i Italien. Folkslaget har gett namn åt staden Turin.
Taurinerna och insubrerna var fiender och år 218 f.Kr. attackerades taurinerna av Hannibal som var allierad med insubrerna. Taurinernas huvudstad, Taurasia intogs också av Hannibals styrkor under en tre dagar lång belägring. Bortsett från detta nämns folkslaget sällan i historien. Man tror att en romersk koloni, Castra Taurinum (senare Julia Augusta Taurinorum, dagens Turin) grundades här.  Den romerska koloni låg strategiskt vid den romerska vägen och handelsleden Via Postumia. 